# Шафета, Поликарп Гервасиевич
Поликарп Гервасиевич Шафе́та (укр. Полікарп Гервасійович Шафета, 27 декабря 1935, Дубовое (ныне Ковельского района Волынской области Украины) — 27 ноября 1996, там же) — украинский и советский журналист, редактор, публицист, писатель.

## Биография
Сын крестьянина. В 1954—1959 годах учился на факультете журналистики Львовского университета им. Ивана Франко. Был сначала сталинским, позже ленинским стипендиатом.
С августа 1959 — литературный сотрудник, заведующий отделом, заместитель редактора, редактор, с 1971 до 1996 — главный редактор областной газеты «Радянська Волинь» (рус. «Советская Волынь», с января 1991 — «Волинь»). На момент назначения (в возрасте 35 лет) — был самым молодым среди всех редакторов областных газет УССР. Газета при нём имела 250 000 подписчиков, стала одной из самых популярных газет Волыни.
Член Союза журналистов Украины. Заслуженный журналист Украинской ССР (1985).
Похоронен в родном селе Дубовое.

## Творчество
Автор романов, повестей, эссе, очерков и художественно-публицистических произведений о событиях 30-50-х годов XX века на Волыни. Основная тема — борьба с фашизмом, осуждение преступлений ОУН:
- «Люди і каїни» (1980)
- «Суд над карателями» (1981)
- «Болі людські» (1983)
- «Останні постріли» (1983)
- «Волинь» (1983)
- «Суд пам’яті» (1985)
- «Строку давності не існує» (1984),
- «Чорний легіон» (1988),
- «Вчорашні рани» (1989),
- «Вбивство міністра Пєрацького» (1990),
- «Обком очима редактора» (1992),
- «Пістолет від Бандери» (1994),
- «Щоденник редактора» (1995)
- «Щоденник без цезури» и др.

## Награды
- Орден «Знак Почёта»
- Лауреат республиканской премии имени Ярослава Галана.

## Память
- В Луцке на стене дома, где жил известный публицист, журналист и писатель Поликарп Шафета, открыта мемориальная доска.
- На Волыни учреждена ежегодная областную журналистская премия имени Поликарпа Шафета.